# Nana-Mambéré
Nana-Mambéré – prefektura w Republice Środkowoafrykańskiej z siedzibą w Bouar. Wchodzi w skład regionu Equateur.
Prefektura leży w zachodniej części kraju i graniczy z Kamerunem. Na północy Nana-Mambéré graniczy z prefekturą Ouham-Pendé, na wschodzie z prefekturą Ombella-M'Poko i na południu z prefekturą Mambéré-Kadéï.
Powierzchnia Nana-Mambéré wynosi 26 600 km². W 1988 zamieszkiwało ją 172 754, a w 2003 roku 233 666 osób.
W skład Nana-Mambéré wchodzą 4 podprefektury (sous-préfectures) i 15 gmin (communes):
- podprefektura Abba
  - Abba
  - Nadziboro
- podprefektura Baboua
  - Baboua
  - Bingué
  - Fo
  - Goudrot
  - Koundé
- podprefektura Baoro
  - Bawi Tédoao
  - Yoro-Samba Bougoulou
- podprefektura Bouar
  - Béa-Nana
  - Doaka-Koursou
  - Herman-Brousse
  - Niem-Yelewa
  - Yénga
  - Zotoua-Bangarem